# Chocoladepasta
Chocoladepasta of chocopasta (ook simpelweg pasta of in België choco genoemd) is een smeerbaar, zoet broodbeleg dat bestaat uit suiker, vetten (plantaardige olie) en cacaopoeder (chocolade).  Veelal zijn er nog toevoegingen als johannesbroodpitmeel, emulgatoren (zoals lecithine) en smaakstoffen zoals vanilline. Een portie chocopasta (15 g) als broodbeleg bevat, afhankelijk van merk en soort, 79 tot 95 kcal.
Chocoladepasta werd uitgevonden in 1946 en in 1948 op de markt gebracht door Brinkers onder de merknaam Choba. Chocoladepasta wordt in een aantal smaken/varianten op de markt gebracht: pure chocolade, melkchocolade, witte chocolade en hazelnoot. Duopasta's verschenen ongeveer in 1988 op de markt.

## Hazelnootpasta
Een variant op de chocoladepasta is hazelnootpasta. Deze pasta bevat hazelnoten die zeer fijn gemalen zijn. Brinkers introduceerde in 1960 de hazelnootpasta onder de naam Nusco. Een bekend merk chocolade-hazelnootpasta is voorts Nutella van het Italiaanse bedrijf Ferrero dat in 1964 werd geïntroduceerd. Een dergelijke combinatie van hazelnoten en chocolade werd door chocolademakers in Turijn en omstreken al in de vroege negentiende eeuw ontwikkeld om te besparen op de hoeveelheid cacao.